# Изабелла I (королева Кастилии)
Изабе́лла I Касти́льская, также Изабелла Католи́чка (исп. Isabel I la Católica; 22 апреля 1451, монастырь Благодатной Девы Марии, Мадригаль-де-лас-Альтас-Торрес, Королевство Кастилия и Леон — 26 ноября 1504, Дворец Тестаментарио, Медина-дель-Кампо, Королевство Кастилия и Леон) — королева Кастилии и Леона. Супруга Фердинанда II Арагонского, династический брак которых положил начало объединению Испании в единое государство.

## Биография

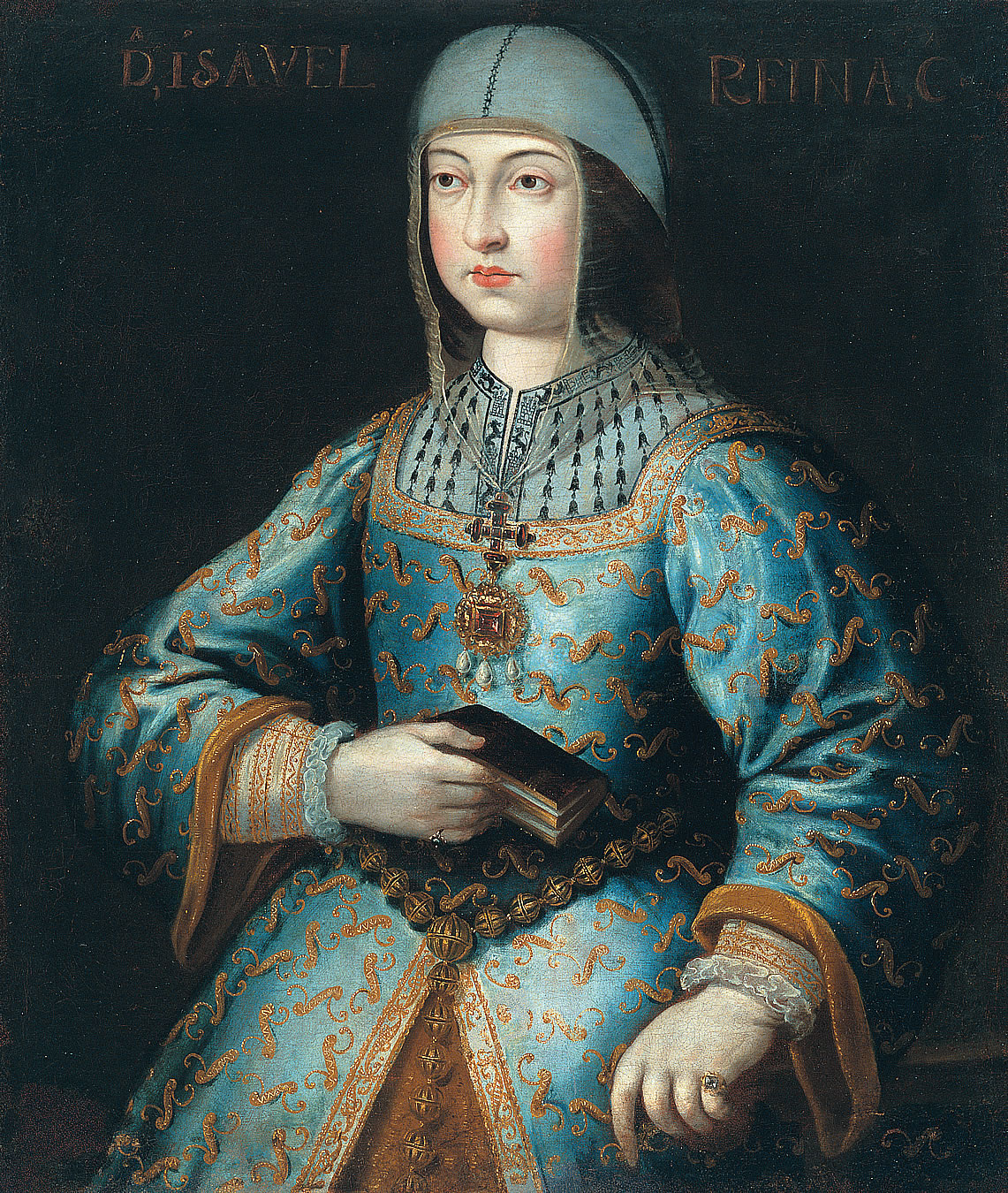
Изабелла в год вступления на престол

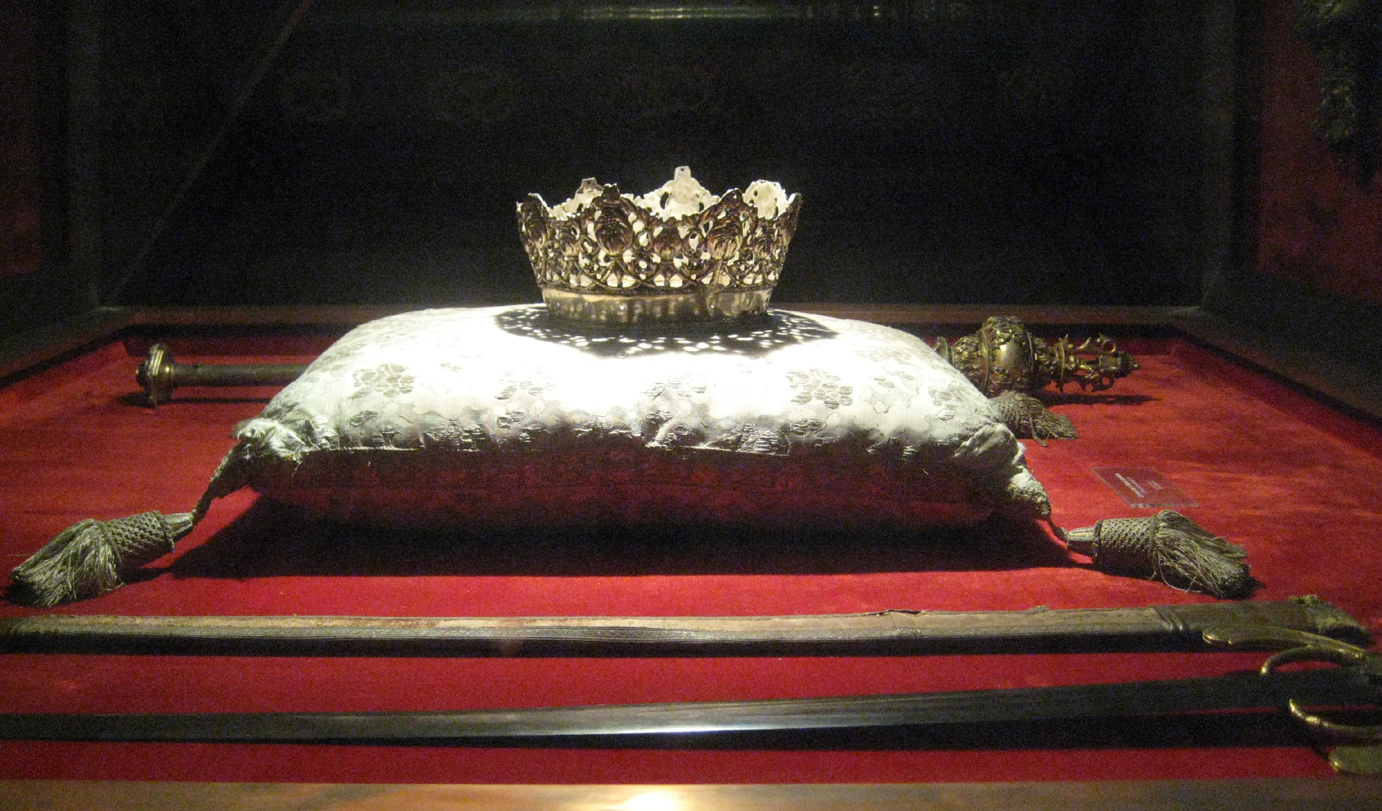
Корона Изабеллы Кастильской в Королевской капелле в Гранаде

### Происхождение и вопрос престолонаследия
Дочь короля Кастилии Хуана II от второго брака.
После смерти отца в 1454 году королём Кастилии стал старший брат Изабеллы — Энрике IV. Из-за своей неспособности произвести потомство этот правитель получил прозвище «Бессильный».
Второй раз король женился на Жуане Португальской, сестре короля Афонсу V Африканца, которая также, как говорили, оставшись нетронутой после первой брачной ночи, вскоре взяла себе в любовники Бельтрана де ла Куэву. Рождённая ею девочка, Хуана, воспринималась всеми как плод адюльтера и получила прозвище «Бельтранеха» в честь своего предполагаемого отца. Со второй женой король также развёлся.
Эти факторы — бессилие короля Энрике, измены королевы Жуаны и сомнительность происхождения её дочери Хуаны сделали вопрос престолонаследия актуальным. Знать принудила короля Энрике назвать наследником своего младшего брата Альфонсо (XII) Соперника (Изабелла была средним ребёнком). Король первоначально согласился, предполагая, что Альфонсо женится на его дочери Хуане Бельтранехе, но спустя некоторое время передумал.
Кортесы, взяв под контроль Альфонсо и провозгласив его королём в Авиле, вступили в борьбу с королём Энрике (Битва при Ольмедо (1467)). Вся Кастилия разделилась на два враждебных лагеря: северные провинции были за Энрике, южные — за Альфонсо. Год спустя в возрасте 14 лет Альфонсо умер, и надежды мятежных дворян сосредоточились на Изабелле. Но она отвергла их заигрывания, оставаясь лояльной к брату, и он официально провозгласил её наследницей престола в 1468 году подписав Договор у Быков Гисандо, в силу которого наследницей престола (принцессой Астурийской) признавалась Изабелла, причём король обязывался не принуждать её к нежелательному для неё браку, а она обязывалась не выходить замуж без согласия брата. Таким образом, ради установления стабильности в королевстве и недопущения новой гражданской войны король пренебрёг своей официальной дочерью Хуаной Бельтранехой. Энрике IV пытался выдать свою сестру Изабеллу замуж, предлагая ей несколько кандидатов, но она отвергла его варианты, тайно выйдя замуж за Фердинанда, принца Арагонского.

### Брак с Фердинандом Арагонским

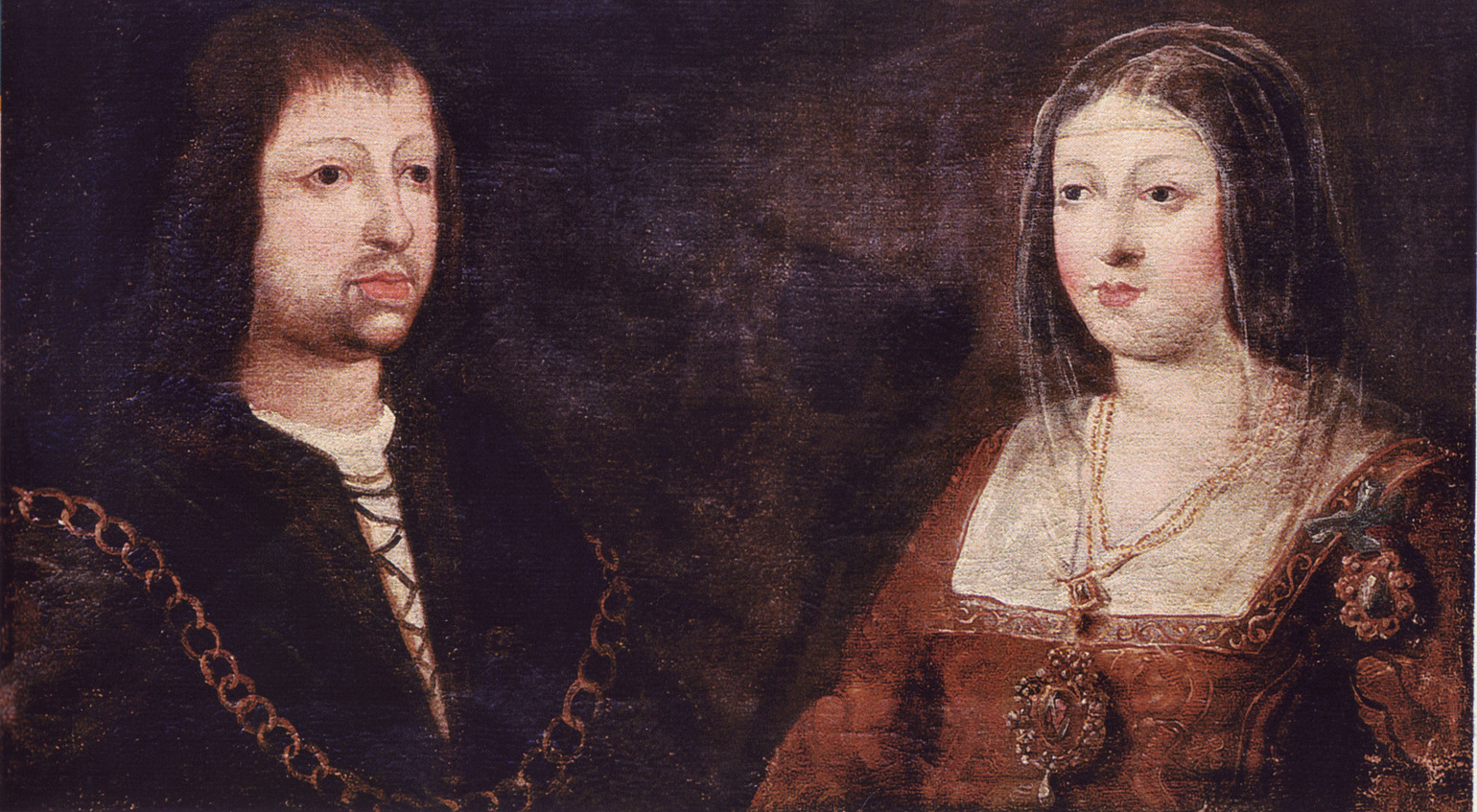
Изабелла и её муж Фердинанд после свадьбы

Инициатива венчания исходила от архиепископа Толедского Альфонсо Каррильо де Акуньи. Брак с 17-летним Фердинандом был заключён 19 октября 1469 года предположительно в Вальядолиде, хотя есть версия, что он был заключен в Алькасаре Сеговии. Бракосочетание было тайным, король Энрике не дал на него своего разрешения. Свита жениха прибыла в Кастилию, переодевшись купцами. Кроме того, так как жених и невеста были троюродными братом и сестрой, требовалось разрешение от папы. Необходимый документ был сфабрикован, а разрешение было получено задним числом.
Фердинанд, наследник трона Арагона, в силу брачного договора обязывался жить в Кастилии, соблюдать законы страны и ничего не предпринимать без согласия Изабеллы, становясь, таким образом, принцем-консортом при будущей королеве.
Узнав об этом, Энрике объявил сестру нарушившей договор и по причине этого лишённой престола, объявив своей наследницей Хуану на церемонии Валь де Лосоя. И хотя впоследствии Энрике помирился с сестрой и признал её союз с Фернандо, после смерти Энрике ситуация с престолонаследием оказалась спорной.
Изабелла провозгласила себя королевой 13 декабря 1474 года в Сеговии, сторонники же Хуаны поднялись в защиту её прав, таким образом началось междоусобие, в которое вмешался король Португалии Афонсу V, дядя Хуаны Бельтранехи, которую он взял в жёны в 1475 году как обоснование своих притязаний на Кастилию и восстановления на её троне законной королевы — Хуаны. Но этот брак впоследствии был аннулирован папой римским Сикстом IV из-за близкого родства.

### Династическая уния Кастилии и Арагона

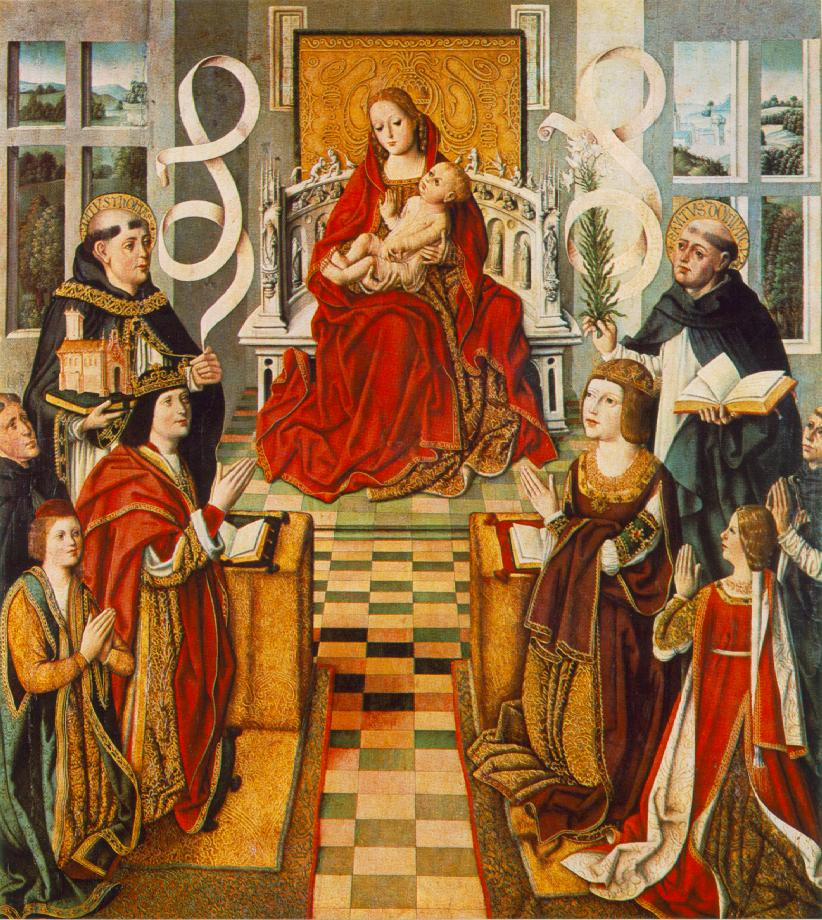
Ф. Гальего, «Мадонна Католических монархов» изображает Фердинанда и Изабеллу с детьми, предстоящими перед Богоматерью

На момент провозглашения Изабеллы в качестве королевы Фердинанд находился в Арагоне и был провозглашён лишь как законный супруг королевы, а не король. Это сильно его оскорбило и поставило их брак под угрозу. Подписанием Соглашения в Сеговии между супругами был урегулирован вопрос о властных полномочиях в Королевстве Кастилия и Фердинанд стал королём-соправителем своей супруги, получив широкие властные полномочия.
Кортесами при этом было постановлено, что управление государством должно исключительно принадлежать Изабелле, что участвовать в нём Фердинанд может лишь как её уполномоченный, что акты о назначении на должность и произнесение судебных приговоров должны совершаться от имени обоих супругов, что имена их должны чеканиться на монетах, но казна и войско Кастилии и Леона должны находиться в исключительном распоряжении Изабеллы.
Тем не менее, оба королевства продолжали сохранять автономию — их институты власти, а также другие социальные и экономические структуры были полностью раздельными, в Кастилии и Арагоне даже говорили на разных языках.

### Борьба с Португалией
Прежде всего они подавили продолжавшиеся гражданские междоусобия из-за престолонаследия, которые усложнились вторжением в Кастилию португальского короля Афонсу V, поддерживавшего права своей племянницы и вместе с тем, жены — Хуаны Бельтранехи. Борьба эта продолжалась до октября 1479 года. Послание Папы Сикста IV, в котором тот аннулировал выданное им ранее разрешение на брак Афонсу и Хуаны, окончательно подорвало претензии претендентов на престол Кастилии. К тому же, видя безрезультатность попыток продвинуться в Кастилии сколь-либо далеко и будучи дважды (в 1476 и 1479 гг.) отбит кастильскими войсками, верными Изабелле, Афонсу V решил заключить мир и отказаться от притязаний на кастильский престол.

### Правление
В течение своего почти 30-летнего царствования, богатого событиями, Изабелла сумела возвысить королевскую власть Кастилии до небывалой дотоле высоты. Самоуправство кастильских грандов и независимость городов были сильно ограничены введением эрмандады; кортесы все более утрачивали свою самостоятельность и подчинялись королевскому абсолютизму. Ту же участь испытали и 3 духовно-рыцарских ордена Кастилии (сантиагский, калатравский и алькантарский), после того, как Изабелла сделала своего мужа их великим магистром. В религиозных делах Изабелла стремилась ограничить зависимость кастильской церкви от римской курии и ещё более подчинить её королевскому авторитету.

### 1492 год
1492 год был эпохальным для правления Изабеллы, в нём совместилось несколько крупнейших событий: взятие Гранады, обозначившее конец Реконкисты, покровительство Колумбу и открытие им Америки, а также изгнание евреев и мавров из Испании.

### Изгнание нехристиан и испанская инквизиция
Фердинанд и Изабелла приказали изгнать из Испании всех мавров и евреев. Переход в католицизм позволял избежать изгнания, однако между 1480 и 1492 годами сотни сменивших религию (марранов и морисков) были обвинены в тайном соблюдении обрядов их прежней религии (крипто-иудаизме) и арестованы, заключены в тюрьмы, подвергнуты пыткам и во многих случаях казни на костре, как в Кастилии, так и в Арагоне.
В 1492 году Фердинанд и Изабелла приказали создавать закрытые кварталы для иноверцев, которые впоследствии получили название «гетто»[где?]. Эта сегрегация, обычная для того времени, также способствовала усилению давления на евреев и мусульман путём повышения налогов и социальных ограничений. В итоге в 1492 году по Альгамбрскому декрету испанские евреи получили от королей четыре месяца для того, чтобы перейти в католицизм или покинуть Испанию. Десять тысяч евреев эмигрировали из Испании в Португалию, Северную Африку, Италию и Османскую империю. Позже, в 1492 году, Фердинанд написал письмо в адрес евреев, покинувших Кастилию и Арагон, в котором он приглашал их вернуться в Испанию в том и только в том случае, если они станут христианами.

### Открытие новых земель

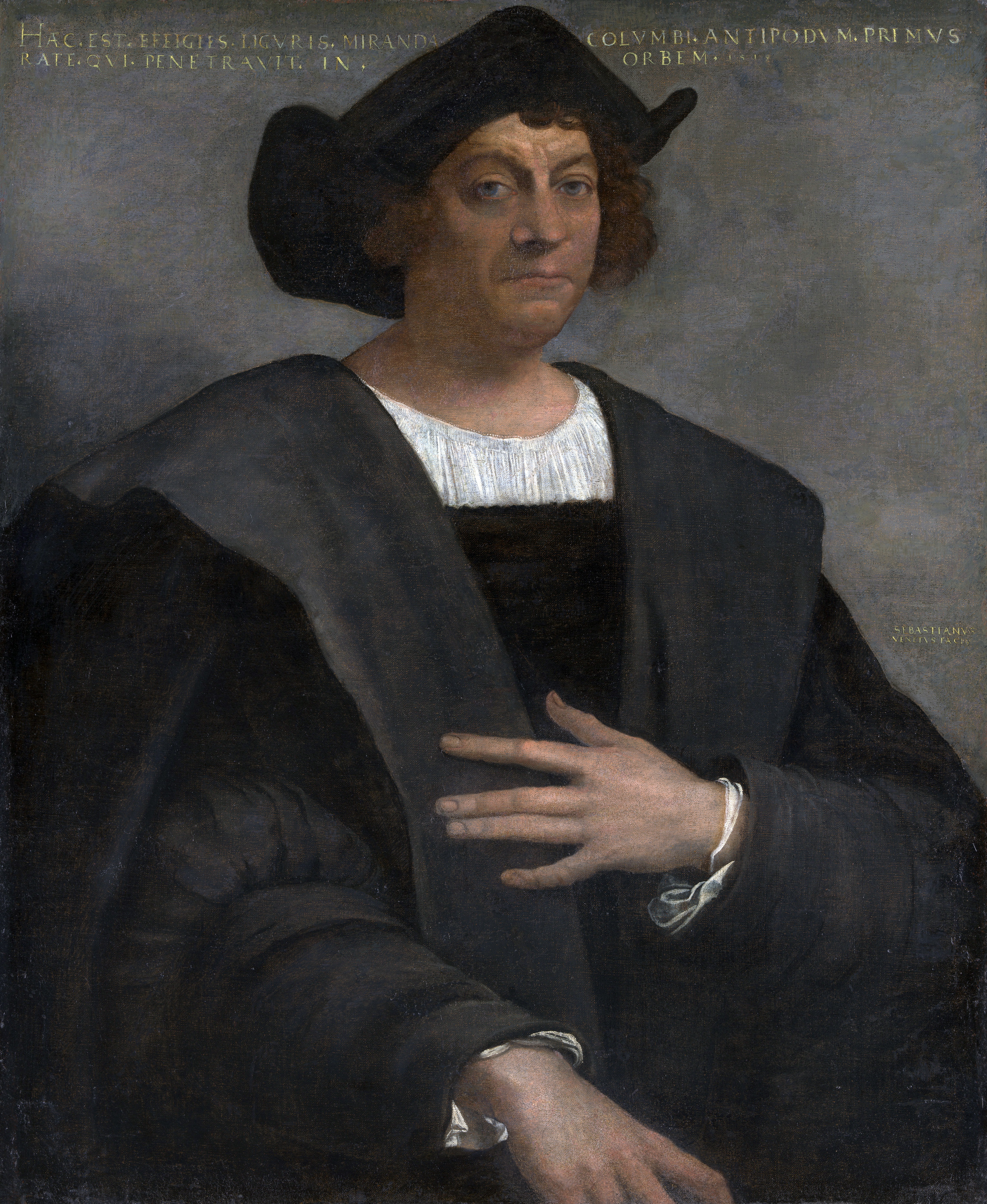
Христофор Колумб

Католические короли отправили экспедицию Христофора Колумба, который открыл Новый Свет для европейцев. Первая экспедиция Колумба ознаменовалась высадкой на Багамские острова 12 октября 1492 года. Он высадился на острове Гуанахани и назвал его Сан-Сальвадор. В дальнейшем он продолжил плавание к Кубе (назвав её Хуана) и открыл остров Гаити, дав ему имя Эспаньола. Второе путешествие началось в 1493 году, в этот раз он открыл целый ряд островов Карибского архипелага, включая Пуэрто-Рико. Теперь его главной целью была колонизация открытых земель, для чего он взял с собой около 1500 человек. Колумб вернулся из своей последней экспедиции в 1498 году, открыв Тринидад и побережье современной Венесуэлы. Эти открытия и последующая колонизация и завоевания на Американском континенте всего через несколько десятилетий принесли огромные богатства Испании и внесли значительный вклад в превращении Испании в самое могущественное европейское государство. Примечательно, что Изабелла не разделяла подхода Колумба, порабощавшего местное население, и стремилась распространить на вновь открытые земли практику подданства, практикуемую на Канарах.

### Смерть

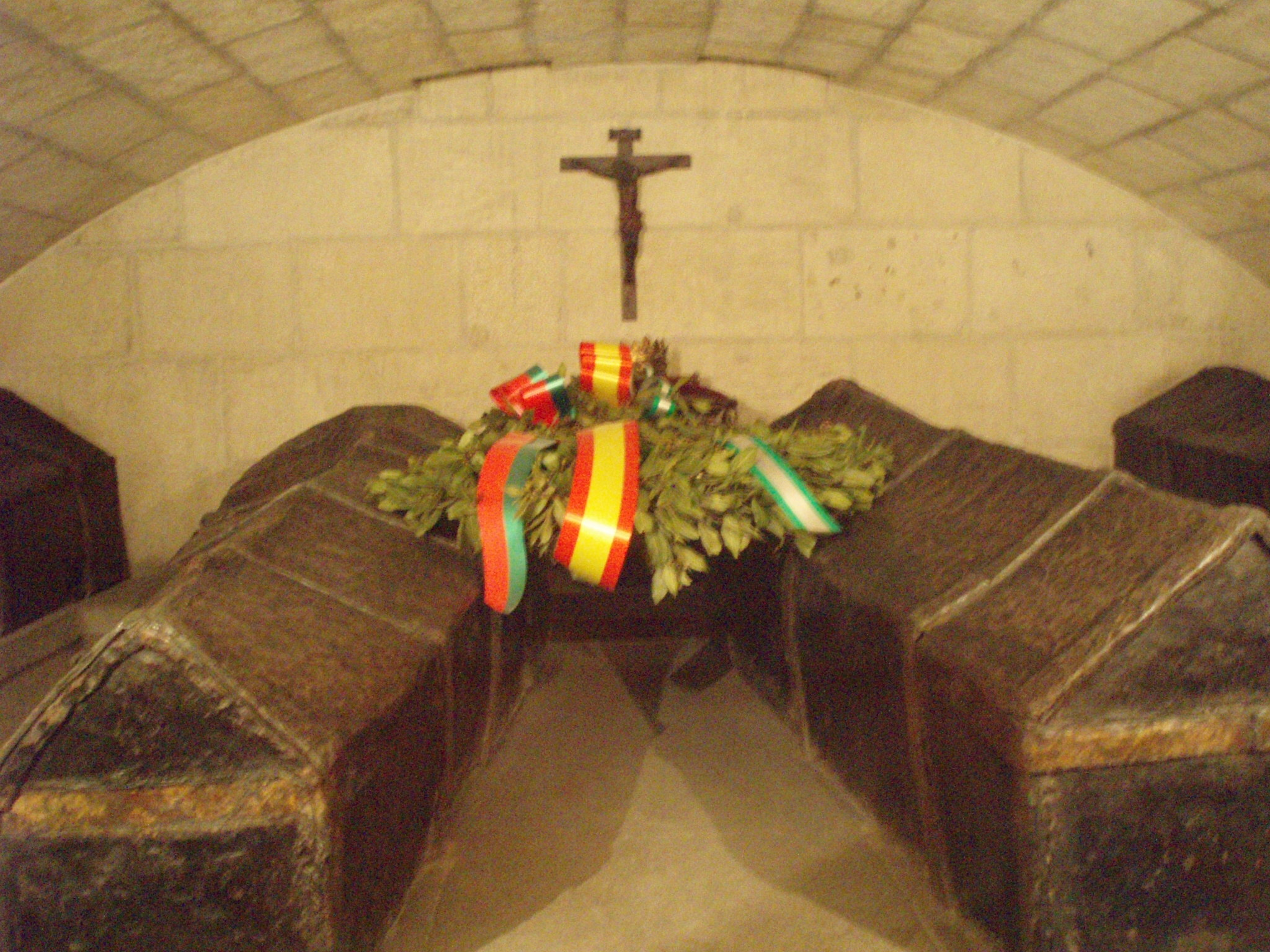
Гробы королевы Кастилии Изабеллы I и короля Арагона Фердинанда II в соборе Гранады

В последние годы жизни Изабелла превратилась из легендарной героини в меланхоличную затворницу. Она стала медлительной и угрюмой. Из четырёх её дочерей старшая умерла, младшая была далеко в Англии, третья — в Португалии, четвёртой, Хуане, самой красивой и одухотворённой, вскоре было суждено сойти с ума.
Изабелла умерла в 1504 году, оставив наследницей всех своих владений дочь, Хуану, уже в то время подозреваемую в неуравновешенности. Поэтому в завещании были оговорены специальные условия.
Захоронена в Королевской капелле в Гранаде.

## Характер и внешность Изабеллы

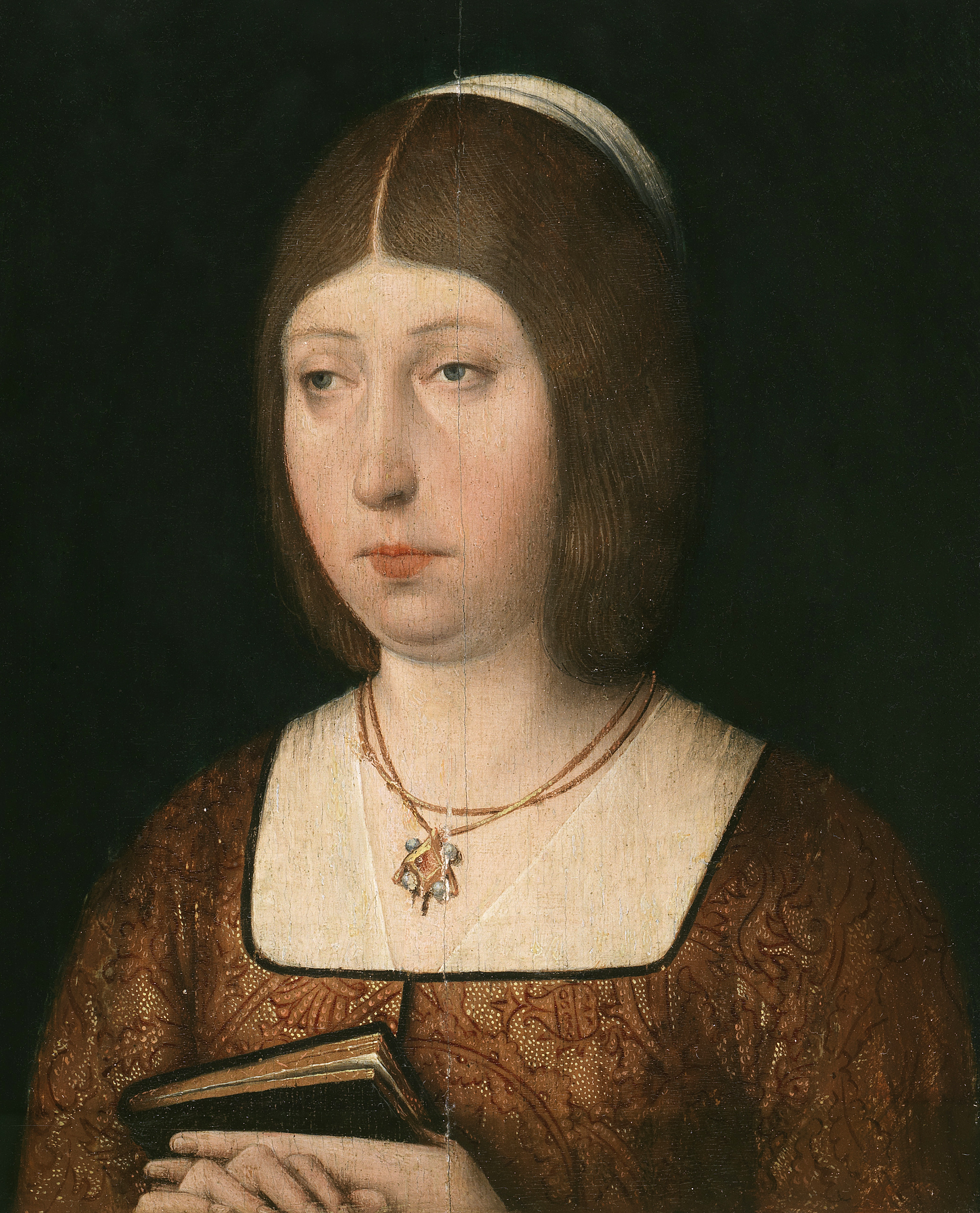
портрет кисти неизвестного художника, ок. 1490 г.

Изабелла была известна умом, энергией, непреклонным характером, отличалась упорством, богобоязненностью и самонадеянностью. Она проводила время то в походах, где, сидя на лошади, сама нередко командовала отрядами, то в кабинете, где вместе со своими секретарями занималась чтением и составлением государственных бумаг.
Во внешности королевы особо выделялись зеленовато-голубые глаза, характерные для династии Трастамара. Цвет лица был нежным, волосы золотистыми, рост — невысокий, а телосложение не особенно изящным. Тем не менее отмечали, что в облике её было врожденное благородство и достоинство.
Так как детство своё она провела вдали от двора и её не рассматривали как наследницу, образование её было достаточно слабым. Её обучили чтению, письму и хорошим манерам. Вышивание осталось её любимым занятием и отдыхом от государственных дел. Многие пробелы в своём образовании ей впоследствии пришлось навёрстывать самой.

## Дети
1. Изабелла Астурийская (2 октября 1470 — 24 августа 1498) — первым браком за инфантом Афонсу Португальским, вторым за его дядей Мануэлем I Португальским, следующим наследником престола.
2. Сын (31 июня 1475).
3. Хуан Астурийский (30 июня 1478 — 4 октября 1497) — женат на Маргарите Австрийской.
4. Хуана I Кастильская  (6 ноября 1479 — 12 июня 1555) — королева Кастилии, замужем за Филиппом Красивым (братом Маргариты Австрийской, это были двойные браки).
5. Мария Арагонская (29 июня 1482 — 7 марта 1517) — после смерти сестры Изабеллы стала следующей женой Мануэля I Португальского
6. Мертворождённый ребёнок (29 июня 1482) — близнец Марии. Единого мнения о поле ребёнка нет.
7. Екатерина Арагонская (16 декабря 1485 — 7 января 1536) — жена Артура, принца Уэльского, затем его брата — Генриха VIII Тюдора.

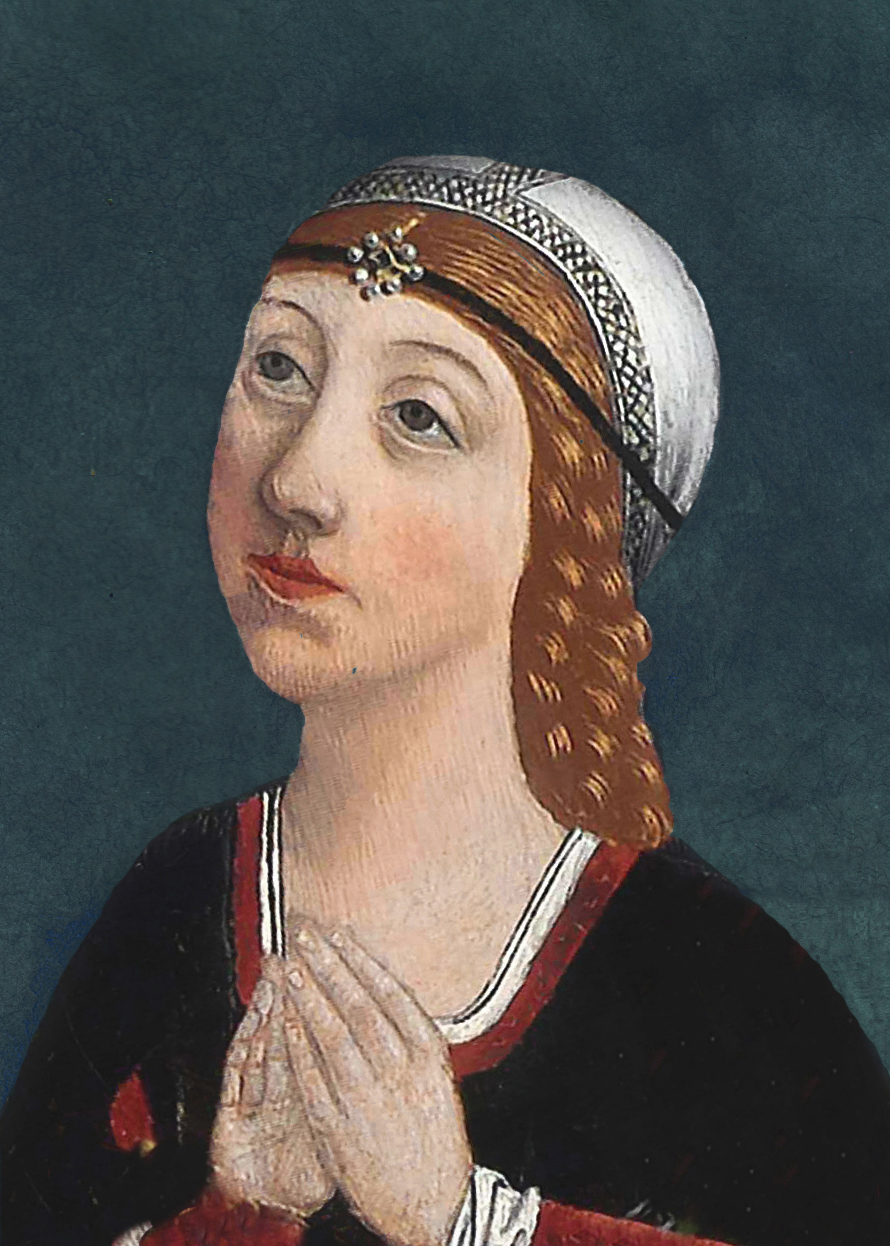
Изабелла
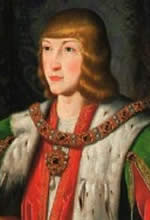
Хуан
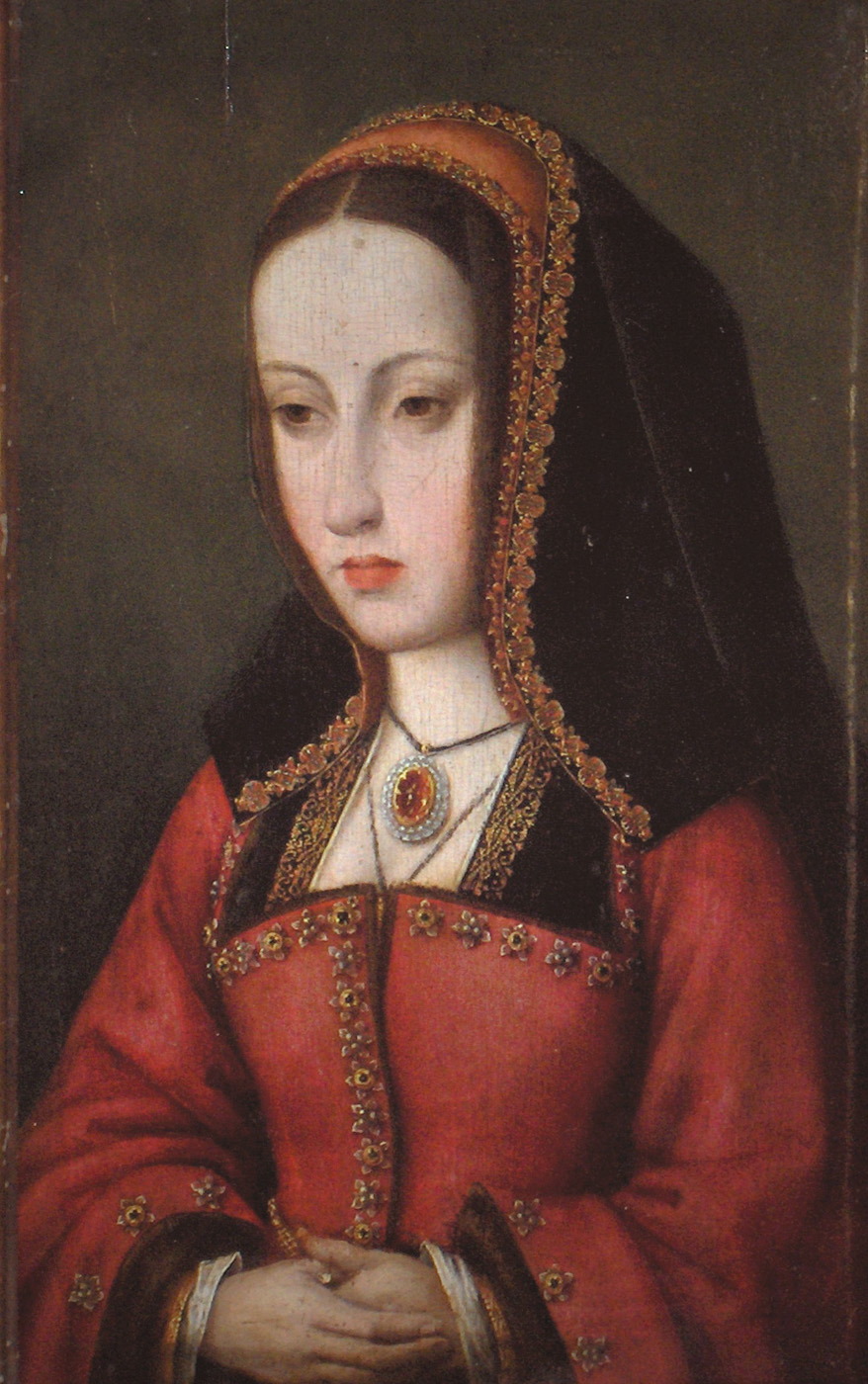
Хуана
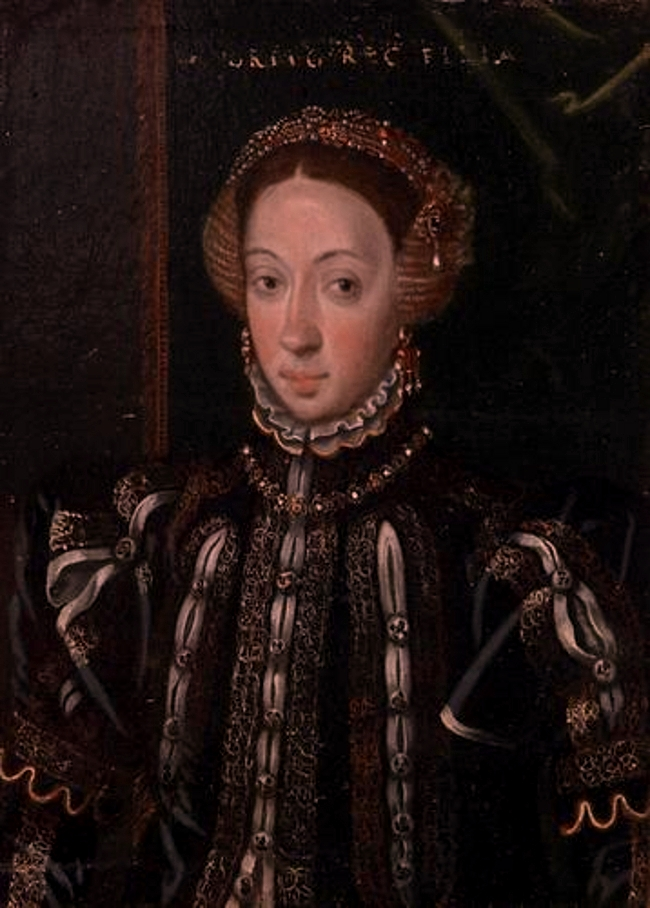
Мария
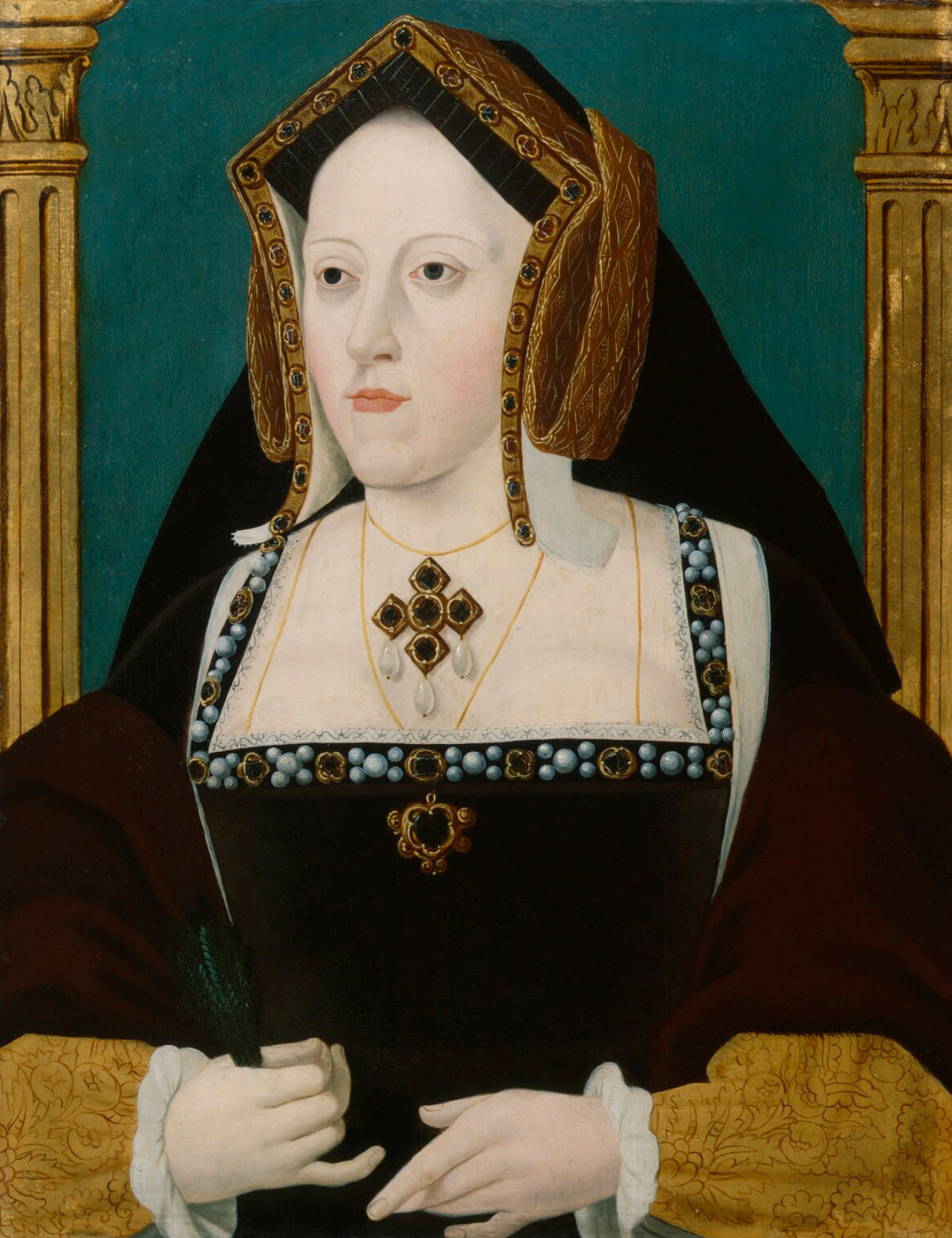
Екатерина

## Память
- В 1994 году в честь Изабеллы I был назван второй по величине кратер Венеры Изабелла

## Образ в культуре

### В литературе
- пьеса Лопе де Вега «Фуэнте Овехуна»
- роман Г. Хаггарда «Прекрасная Маргарет»
- роман Лоренса Шуновера «Крест королевы»
- роман К. У. Гортнера «Клятва королевы», и связанный с ним роман "Последняя королева"
- роман Абеля Поссе «Райские псы»
- роман Фенимора Купера «Мерседес из Кастилии, или Путешествие в Катай»
- романы Виктории Холт «Королева Кастильская» и «Испания для королей»

### В кино
- «Христофор Колумб»[англ.] (Великобритания, 1949). В роли Изабеллы Кастильской — Флоренс Элдридж.
- «Христофор Колумб» (Италия, США, Франция, Германия. 1985). Роль исполняет Фэй Дануэй[9].
- «Реквием по Гранаде» (Испания, Италия. 1990). Сериал. Роль исполняет Марита Маршалл[9].
- «1492: Завоевание рая» (США, Франция, Испания, 1992). В роли Изабеллы Кастильской — Сигурни Уивер[9].
- «Христофор Колумб: Завоевание Америки» (Великобритания, США, Испания, 1992). В роли Изабеллы — Рэйчел Уорд.
- «Безумие любви» (Испания. 2001). Роль исполняет Суси Санчес[9].
- «Фонтан» (США. 2006). Роль исполняет Рэйчел Вайс[9].
- «Исабель» (Испания. 2011—2014) Сериал, в русском прокате назван «Изабелла». В роли Изабеллы Кастильской — Мишель Дженнер[9].
- «Великолепный век» (Турция. 2011-2014) В роли принцессы Изабеллы (прообразом которой стала Изабелла Кастильская)  - Мелике Ипек Ялова[9].

### Телевидение
- Испанская принцесса (Америка, 2019)  В роли Изабеллы Кастильской — Алисия Боррачеро
- Белая принцесса (телесериал): в роли Изабеллы — Росси де Пальма

### В компьютерных играх
- Изабелла I является лидером Испании в дополнении к пошаговой стратегии Sid Meier’s Civilization V: Gods & Kings[10].
- Является лидером Испании в игре Age of Empires III.
- Является лидером Кастилии в игре Europa Universalis IV.